# Breckerfeld
Breckerfeld település Németországban, azon belül Észak-Rajna-Vesztfália tartományban. Lakosainak száma 9120 fő (2023. december 31.). Breckerfeld Ennepetal és Radevormwald községekkel határos.

## Népesség
A település népességének változása:
| Lakosok száma | 6633 | 9004 | 8913 | 8938 | 8915 | 9041 | 9120 |
|               | 1975 | 2015 | 2017 | 2019 | 2021 | 2022 | 2023 |